# Paretz

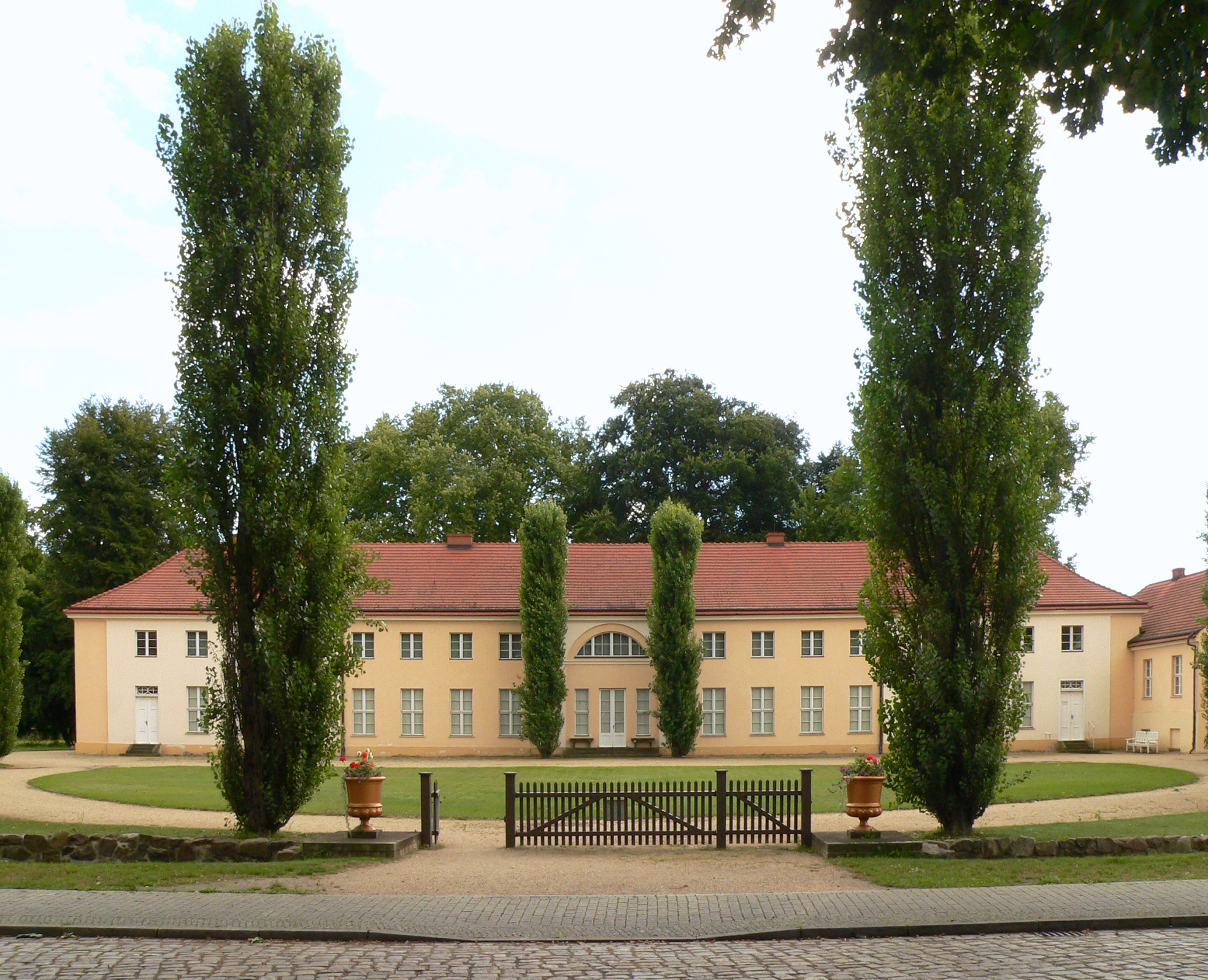
Paretz slott.

Paretz är en by och administrativ stadsdel med omkring 400 invånare i staden Ketzin/Havel i Tyskland, tillhörande Landkreis Havelland i Brandenburg. Sedan 1960 ingår orten i Ketzins stadskommun. Orten ligger omkring 40 kilometer väster om centrala Berlin, strax utanför Potsdam.
Paretz omnämns i handlingar från 1197 och arkeologiska spår visar att platsen vid floden Havel varit bebodd sedan stenåldern. Ortnamnet tros ha västslaviskt ursprung och syfta på läget vid floden. Från medeltiden och framåt tillhörde ortens riddargods flera olika adelsfamiljer, bland andra von Diericke, von Arnim och von Blumenthal. År 1797 förvärvade kronprins Fredrik Vilhelm av Preussen godset för 85 000 Taler och byggde ut det till kungligt residens för sig och sin gemål Louise av Mecklenburg-Strelitz. Även bykyrkan byggdes om i vad som är ett av de tidiga exemplen på nygotik i Tyskland.
Fredrik Vilhelm blev i november 1797 kung som Fredrik Vilhelm III och under åren från 1800 till 1805 uppehöll sig kungafamiljen årligen sommartid på slottet, fram till Napoleonkrigens ockupation av Preussen. Efter att drottning Louise tillbringat sin sista sommar på slottet innan sin död 1810 stod slottet tomt i några år, innan kung Fredrik Vilhelm från 1815 till 1839 återupptog traditionen att vistas på Paretz slott.
Paretz slott kom efter tiden som kungligt residens att bevaras i oförändrat skick, då det förblev del av huset Hohenzollerns privata egendom fram till 1945, även efter kejsar Vilhelm II:s abdikering. Theodor Fontane beskrev platsen i sina verk om Brandenburg, vilket ledde till ett ökat intresse för platsens historia under slutet av 1800-talet och 1900-talets första årtionden. I slutskedet av andra världskriget 1945 plundrades slottet på inventarier och det kungliga slottet och byn kom att till stora delar förfalla under DDR-tiden. Först under 1970-talet genomfördes åtgärder för att restaurera de historiska miljöerna. Slottet renoverades under 1990-talet utvändigt, men då större delen av originalinredning och inventarier idag är försvunna har slottet inretts med nyförvärvad 1800-talsinredning. Sedan 2001 är slottet åter öppet för allmänheten.